# Beyond Linux From Scratch
BLFS, sigle de Beyond Linux From Scratch, est le nom du livre qui traite de Linux From Scratch.
C'est la suite du livre Linux From Scratch, il introduit et guide également le lecteur à travers les programmes additionnels comme les logiciels réseaux, le support de X Window System, le support du son, etc. Cela permet de fabriquer une distribution complète. La version actuelle est la 7.9.